# مهتاب‌رو
مهتاب‌ رو نام آلبومی است با صدای شهرام ناظری و آهنگسازی کیخسرو پورناظری که توسط «شرکت فرهنگی و هنری بیستون» که با مدیریت تولید محمد علی عزیزی منتشر شده‌است. نوازندگی این اثر را «گروه تنبور شمس» بر عهده داشت.

## توضیح اثر
تصنیف مهتاب‌رو از جمله درخشانترین تصنیف‌هایی است که نشان از درک «کیخسرو پورناظری» از اشعار مولانا دارد وی به این دلیل که شهرام ناظری به گفتهٔ داریوش صفوت صدایی خاص و اساطیری دارد خوانندگی این اثر را به او سپرد.

### هنرمندان
- آواز: شهرام ناظری
- سرپرست گروه و آهنگساز: کیخسرو پورناظری
- تنبور: کیخسرو پورناظری
- تنبور: علی‌اکبر مرادی
- تنبور: گل‌نظر عزیزی
- تنبور: عبدالرضا رهنما
- تنبور: افشین رامین
- دهل: طهمورث پورناظری
- دف: بیژن کامکار
- دف: اردشیر فهیمی

### فهرست
این آلبوم که به صورت نوار منتشر شده بود، شامل پنج ترانه ‌است:

روی الف نوار:
- مطرب مهتاب رو
  - آهنگساز: کیخسرو پورناظری
- آواز با همراهی تنبور
  - شعر از مولانا
  - آواز: شهرام ناظری
  - کیخسرو پورناظری

روی ب نوار:
- گندم
  - آهنگساز: کیخسرو پورناظری
- یار آیینه‌است. آواز با همراهی تنبور.
  - شعر از مولانا
  - شهرام ناظری
  - کیخسرو پور ناظری
- گل و خار: آهنگی قدیمی

## منبع
- برگرفته از جلد اثر
- همشهری آنلاین
- تارنمای شهرام ناظری